# やすしきよしの夏休み
やすしきよしの夏休み（やすしきよしのなつやすみ）は、関西テレビで毎年8月下旬に放映される紀行・バラエティ番組である。

## 概要・番組内容
"平成のやすきよ"こと石田靖と西川きよしが、夏休み気分で田舎の街を散策し、人々と触れ合いながら旅していく番組。
当初は2001年4月28日に『コンビ結成!?やすしきよしの東海道爆笑珍道中』として放映され、石田、西川、大平サブロー、オール阪神、大木こだま・ひびきが出演していた。2003年2月の冬休みオーストラリア編では、石田、西川、サブローが出演していた。
この番組の演出は『ごきげん！ブランニュ』（朝日放送）や『ごぶごぶ』（毎日放送）を担当しているディレクター（通称：鬼軍曹）の繁澤公である。ナレーションは、かつみ♥さゆりの尾崎小百合（さゆり）が担当する。
他地域では、東海テレビ（愛知県ほか東海3県）や、岡山放送など中国・四国のフジテレビ系列局で放送されることもある。また全国では一時期BSフジの『めざましテレビ公認 わがまま！気まま！旅気分』枠で放送されていた（ただし年度により、放送されない場合もあった）。
2008年からはハイビジョン制作。

## 歴代の放送
| 放送回数 | 放送日        | 主なロケ場所                            | 乗車した公共交通機関 |
| -------- | ------------- | --------------------------------------- | --- |
| 1        | 2001年8月26日 | 京都                                    | |
| 2        | 2002年9月7日  | 和歌山                                  | 天王寺駅 - きのくに線で途中下車 - 古座 |
| 番外編   | 2003年2月1日  | オーストラリア （やすしきよしの冬休み） | |
| 3        | 2003年8月24日 | 兵庫                                    | 大阪駅 - 播但線で途中下車 - 城崎温泉 |
| 4        | 2004年9月5日  | 徳島                                    | 南海電鉄なんば駅 - 和歌山線で途中下車 - 徳島県阿南市伊島（客船）                                                                                                |
| 5        | 2005年8月28日 | 九州・鹿児島                            | 伊丹空港 - 鹿児島空港（飛行機） |
| 6        | 2006年8月26日 | 和歌山、三重                            | 古座駅 - 紀勢本線で途中下車 - 神志山駅 |
| 7        | 2007年8月25日 | 滋賀、福井                              | 京都駅 - |
| 8        | 2008年8月2日  | 兵庫、岡山、鳥取                        | 姫路駅 - 姫新線、因美線で途中下車 - 智頭 |
| 9        | 2009年8月8日  | 大阪、京都                              | 大阪駅 - 福知山線福知山駅で途中下車 - 北近畿タンゴ鉄道 - 天橋立駅                                                                                               |
| 10       | 2010年8月28日 | 徳島                                    | 徳島県阿南市伊島（客船） - 徳島駅 - 徳島線で途中下車 - 2010年で10回目に突入したのを記念し、第5回（2004年）に訪問した伊島を再び訪問した。                        |
| 11       | 2011年8月20日 | 滋賀、岐阜                              | 大阪駅 - 草津線貴生川駅で途中下車 - 近江鉄道 - 近江八幡駅 - 東海道線米原駅で途中下車 - 長良川鉄道関駅で途中下車 - 湯の洞温泉口駅で途中下車 - 郡上八幡駅         |
| 12       | 2012年9月1日  | 大阪、奈良、三重                        | 近畿日本鉄道大阪上本町駅 - 大和八木駅で途中下車 - 伊賀鉄道伊賀神戸駅 - 上林駅、JR関駅 - 伊勢 伊勢参りの途中から、森昌子が出演していた。                         |
| 13       | 2013年8月17日 | 岡山、香川、徳島、高知                  | 岡山駅 - 瀬戸大橋線 - 予讃線丸亀駅で途中下車 - 海岸寺駅、土讃線琴平駅 - 坪尻駅 - 大歩危駅 - 大杉駅                                                              |
| 14       | 2014年8月16日 | 兵庫、鳥取、島根                        | 姫路駅 - 姫新線 - 佐用駅で途中下車 - 智頭急行恋山形駅 - 岩美駅 - 御来屋駅 - 一畑電車川跡駅 - 出雲大社前駅                                                       |
| 15       | 2015年8月8日  | 京都、滋賀、福井                        | 京都駅 - 琵琶湖線石山駅で途中下車 - 近江鉄道平田駅 - 新八日市駅、北陸本線敦賀駅 - えちぜん鉄道永平寺口駅 - 山王駅、越美北線勝原駅                               |
| 16       | 2016年9月3日  | 京都                                    | 京福電気鉄道北野白梅町駅 - 嵐山駅 - 嵯峨野観光鉄道トロッコ亀岡駅、山陰本線八木駅 - 胡麻駅で途中下車 - 和知駅、舞鶴線梅迫駅 - 小浜線松尾寺駅、京都丹後鉄道東雲駅 |
| 17       | 2017年8月12日 | 徳島                                    | |
| 18       | 2018年8月11日 | 鳥取、島根                              | |
| 19       | 2019年8月31日 | 三重                                    | |
| 20       | 2020年9月6日  | 京都                                    | |
| 21       | 2021年9月5日  | 兵庫                                    | |
| 22       | 2022年8月28日 | 岡山                                    | |
| 23       | 2023年9月3日  | 富山                                    | |
| 24       | 2024年8月25日 | 高知                                    | |
| 25       | 2025年8月3日  | 千葉                                    | |

## スタッフ
第16回（2016年9月3日放送分）
- CAM：前田昌彦、岸克二、新原志保美
- AUD：角田康太
- CA：前川沙恵子、人見龍義
- DR：立山征夫、藤岡宏暢
- MA：久保秀夫
- EED：佐藤友彦、永元なつみ
- 制作：オフィスケイワイズ、ヴォックス、イングス、フォレスト、マウス、戯音工房、大槻衣裳、よしもとブロードエンタテインメント
- 制作スタッフ：先田義孝、松山沙樹
- ディレクター：岸下弥生
- 演出：繁澤公
- プロデューサー：島本元信（関西テレビ）、坂口大輔（よしもとクリエイティブ・エージェンシー、2015年-）
- 制作協力：吉本興業
- 制作著作：カンテレ（関西テレビ放送）

### 過去のスタッフ
- CAM：小塩友英
- AUD：山崎勝彦、梶巻久仁彦
- CA：藤井智章、高田正幸
- DR：大森好行、中尾正伸
- EED：今岡裕之、小野悟嗣、仁部貴史、岩澤文哉、森澤楓夕
- ディレクター：梅景泰利、鈴木悟、浮田景子（2007年）
- AP：村野裕亮（よしもとクリエイティブ・エージェンシー）
- プロデューサー
  - 関西テレビ：伊藤達弘（-2006年まで）、乾正志（2007年,2008年）、澤田芳博（2009年,2010年）、野村互（2011年）、小川悦司（2012年-2015年）
  - よしもとクリエイティブ・エージェンシー：松本啓邦（2007年）、坂詰徹（2008年）、藪内美賀（2009年）、谷垣和歌子（2010年-2014年）
- 制作協力：Jワークス、江戸堀本舗、トラッシュ